# Prix Otaka
Le prix Otaka (尾高賞, Otaka-shō) est un prix de composition attribué annuellement à un compositeur japonais pour une œuvre orchestrale exceptionnelle. C'est une récompense prestigieuse accordée par l'Orchestre symphonique de la NHK.